# Festival Internacional de Cine de Venecia de 1940
La "8ª" (anulada) Mostra Internacional de Cine de Venecia se celebró del 1 al 8 de septiembre de 1940. Junto a los años 1941 y 1942 se consideran "anulados, como si no hubieran sucedido". El festival se celebró en lugares muy alejados del Lido, participaron muy pocos países a causa de la Segunda Guerra Mundial y con directores que eran miembros del eje Roma-Berlín. Además, una fuerte intromisión política fascista del gobierno italiano bajo el mando de Benito Mussolini había provocado que Italia experimentase un período de depresión cultural oprimida por la propaganda fascista.

## Jurado
Aunque el festival todavía era de carácter competitivo, se hizo si jurado oficial. Los premios fueron otorgados por el presidente basándose en la decisión de os delegados italianos y alemanes.

## Películas

### Sección oficial
Las películas siguientes se presentaron en la sección oficial:
| Título en español         | Título original          | Director(es)                 | País     |
| ------------------------- | ------------------------ | ---------------------------- | -------- |
| Abandono                  | Abandono                 | Mario Mattoli                | Italia   |
| Ahora me caso yo          | Don Pasquale             | Camillo Mastrocinque         | Italia   |
| Muz z neznáma             | Muz z neznáma            | Martin Frič                  | Bohemia  |
| Il cavaliere di Kruja     | Il cavaliere di Kruja    | Carlo Campogalliani          | Italia   |
| Ohnivé léto               | Ohnivé léto              | František Čáp y Václav Krska | Bohemia  |
| Achtung! Feind hört mit!  | Achtung! Feind hört mit! | Arthur Maria Rabenalt        | Alemania |
| Baile en la ópera         | Opernball                | Géza von Bolváry             | Alemania |
| Dunia, la novia eterna    | Der Postmeister          | Gustav Ucicky                | Alemania |
| Mutterliebe               | Mutterliebe              | Gustav Ucicky                | Alemania |
| El judio Suss             | Jud Süß                  | Veit Harlan                  | Alemania |
| Manos liberadas           | Befreite Hände           | Hans Schweikart              | Alemania |
| Corazón de fuego          | Trenck, der Pandur       | Herbert Selpin               | Alemania |
| Sin novedad en el Alcázar | L'assedio dell'Alcazar   | Augusto Genina               | Italia   |
| Más allá del amor         | Oltre l'amore            | Carmine Gallone              | Italia   |
| Romántica aventura        | Una romantica avventura  | Mario Camerini               | Italia   |
| La peccatrice             | La peccatrice            | Amleto Palermi               | Italia   |

## Premios[5]
- Copa Mussolini
  - Mejor película extranjera -  Dunia, la novia eterna de Gustav Ucicky
  - Mejor película italiana - Sin novedad en el Alcázar de Augusto Genina